# 에스토니아 항공
에스토니아 항공(영어: Estonian Air)은 에스토니아의 없어진 항공사다. 탈린에 본사를 두었으며 항공사로 허브 공항은 레나트 메리 탈린 공항이 있었다.

## 역사
1991년 에스토니아 정부에 의해 설립 했으며 이듬해 전 세계 국제선 항공운송의 94%를 차지하는 국제항공운송협회(영어: IATA : International Air Transport Association)의 회원으로 가입하였다. 1996년 마에르스크 항공(영어: Maersk Air)이 지분 49%, 크레스코 투자은행(영어: Cresco investment bank)이 17%의 지분을 인수했다. 2003년 마에르스크 항공이 지분을 SAS 그룹에 매각되면서 지분을 모두 처리했다. 2004년에 탑승객이 50만 명을 넘어섰다. 2008년 뮌헨, 로마, 민스크 세 곳의 국제선 노선이 개설되었다.

## 보유 기종
- 2012년 7월 기준으로 에스토니아 항공은 다음과 같은 기종을 보유하고 있다.[4]

### 기종 변천사
| 1990년대                                | 1990년대 | 1990년대 | 1990년대 | 1990년대                         | 1990년대                      | 1990년대 | 1990년대 | 1990년대 | 2000년대 | 2000년대 | 2000년대 | 2000년대 | 2000년대 | 2000년대 | 2000년대                           | 2000년대                      | 2000년대 | 2000년대 | 2010년대 | 2010년대                              | 2010년대                           |
|                                         |          |          |          |                                  |                               |          |          |          |          |          |          |          |          |          |                                    |                               |          |          |          |                                       |                                    |
| 안토노프 An-2 1991년부터 1996년까지     |          |          |          |                                  |                               |          |          |          |          |          |          |          |          |          |                                    |                               |          |          |          |                                       |                                    |
| 투폴레프 Tu-134A 1991년부터 1996년까지  |          |          |          |                                  |                               |          |          |          |          |          |          |          |          |          |                                    |                               |          |          |          |                                       |                                    |
| 야코블레프 Yak-40 1991년부터 1998년까지 |          |          |          |                                  |                               |          |          |          |          |          |          |          |          |          |                                    |                               |          |          |          |                                       |                                    |
|                                         |          |          |          | 보잉 737-500 1995년부터 현재까지 |                               |          |          |          |          |          |          |          |          |          |                                    |                               |          |          |          |                                       |                                    |
|                                         |          |          |          |                                  | 포커 50 1996년부터 2003년까지 |          |          |          |          |          |          |          |          |          |                                    |                               |          |          |          |                                       |                                    |
|                                         |          |          |          |                                  |                               |          |          |          |          |          |          |          |          |          | 보잉 737-300 2006년부터 2012년까지 |                               |          |          |          |                                       |                                    |
|                                         |          |          |          |                                  |                               |          |          |          |          |          |          |          |          |          |                                    | 샤브 340A 2007년부터 현재까지 |          |          |          |                                       |                                    |
|                                         |          |          |          |                                  |                               |          |          |          |          |          |          |          |          |          |                                    |                               |          |          |          | 봄바디어 CRJ900NG 2011년부터 현재까지 |                                    |
|                                         |          |          |          |                                  |                               |          |          |          |          |          |          |          |          |          |                                    |                               |          |          |          |                                       | 엠브라에르 190 2012년부터 현재까지 |